# Eriocaulon schischkinii
Eriocaulon schischkinii là một loài thực vật có hoa trong họ Eriocaulaceae. Loài này được Tzvelev mô tả khoa học đầu tiên năm 1985.